# Resolutie 50 Veiligheidsraad Verenigde Naties
Resolutie 50 van de Veiligheidsraad van de Verenigde Naties werd in delen goedgekeurd op de 310e bijeenkomst van de Raad eind mei
1948. De resolutie riep de strijdende partijen in het Mandaatgebied Palestina op tot een wapenstilstand van vier weken.

## Achtergrond
De VN-Veiligheidsraad riep herhaaldelijk op het geweld in Palestina te stoppen en onderhandelingen te beginnen. Zijn resoluties werden echter niet nagekomen door de betrokken partijen.

## Inhoud
De Veiligheidsraad:
- Wil de vijandelijkheden in Palestina ten einde brengen.

1. Roept alle betrokken partijen op een bestand van vier weken uit te vaardigen.
2. Vraagt dat ze in die vier weken geen gevechtstroepen naar Palestina, Egypte, Irak, Libanon, Saoedi-Arabië, Syrië, Transjordanië en Jemen sturen.
3. Vraagt dat mannen die onder de wapens worden geroepen in hun gebied niet opgeleid worden tijdens deze vier weken.
4. Vraagt dat tijdens deze vier weken geen wapens worden geïmporteerd uit of geëxporteerd naar de landen in paragraaf °2.
5. Dringt erop aan dat de heilige plaatsen en de stad Jeruzalem beschermd worden.
6. Draagt de VN-bemiddelaar en de Bestandscommissie op om op het bovenstaande toe te zien. Hiervoor zullen voldoende militaire waarnemers voorzien worden.
7. Draagt de bemiddelaar op contact op te nemen met alle partijen zodra het staakt-het-vuren van kracht is om zijn taken uit te voeren.
8. Vraagt alle betrokkenen de bemiddelaar zo veel mogelijk bij te staan.
9. Draagt de bemiddelaar op wekelijks een rapport in te dienen bij de Veiligheidsraad.
10. Vraagt de landen van de Arabische Liga en de Joodse en Arabische autoriteiten in Palestina tegen 1 juni 18 uur standaard New Yorktijd te laten weten of ze deze resolutie aanvaarden.
11. Als deze resolutie niet aanvaard of geschonden wordt zal de situatie herbekeken worden met het oog op actie.
12. Roept alle overheden op alles in het werk te stellen om deze resolutie uit te voeren.

## Verwante resoluties
- Resolutie 48 Veiligheidsraad Verenigde Naties richtte de Commissie voor Palestina op.
- Resolutie 49 Veiligheidsraad Verenigde Naties riep op tot staakt-het-vuren en onderhandeling.
- Resolutie 53 Veiligheidsraad Verenigde Naties riep op een verlenging van het bestand te aanvaarden.
- Resolutie 54 Veiligheidsraad Verenigde Naties bepaalde dat de situatie een bedreiging voor de wereldvrede was.

Lijst ·  38 ·  39 ·  40 ·  41 ·  42 ·  43 ·  44 ·  45 ·  46 ·  47 ·  48 ·  49 ·  50 ·  51 ·  52 ·  53 ·  54 ·  55 ·  56 ·  57 ·  58 ·  59 ·  60 ·  61 ·  62 ·  63 ·  64 ·  65 ·  66